# Anacamptodes obliquaria
Anacamptodes obliquaria är en fjärilsart som beskrevs av Augustus Radcliffe Grote 1883. Anacamptodes obliquaria ingår i släktet Anacamptodes och familjen mätare. Inga underarter finns listade i Catalogue of Life.